# Quercus meihuashanensis
Quercus meihuashanensis — вид рослин з родини букових (Fagaceae), ендемік Китаю.

## Середовище проживання
Ендемік китайської провінції Фуцзянь.